# Lwówek Śląski
Lwówek Śląski este un oraș în Polonia.